# Władysław Poderni

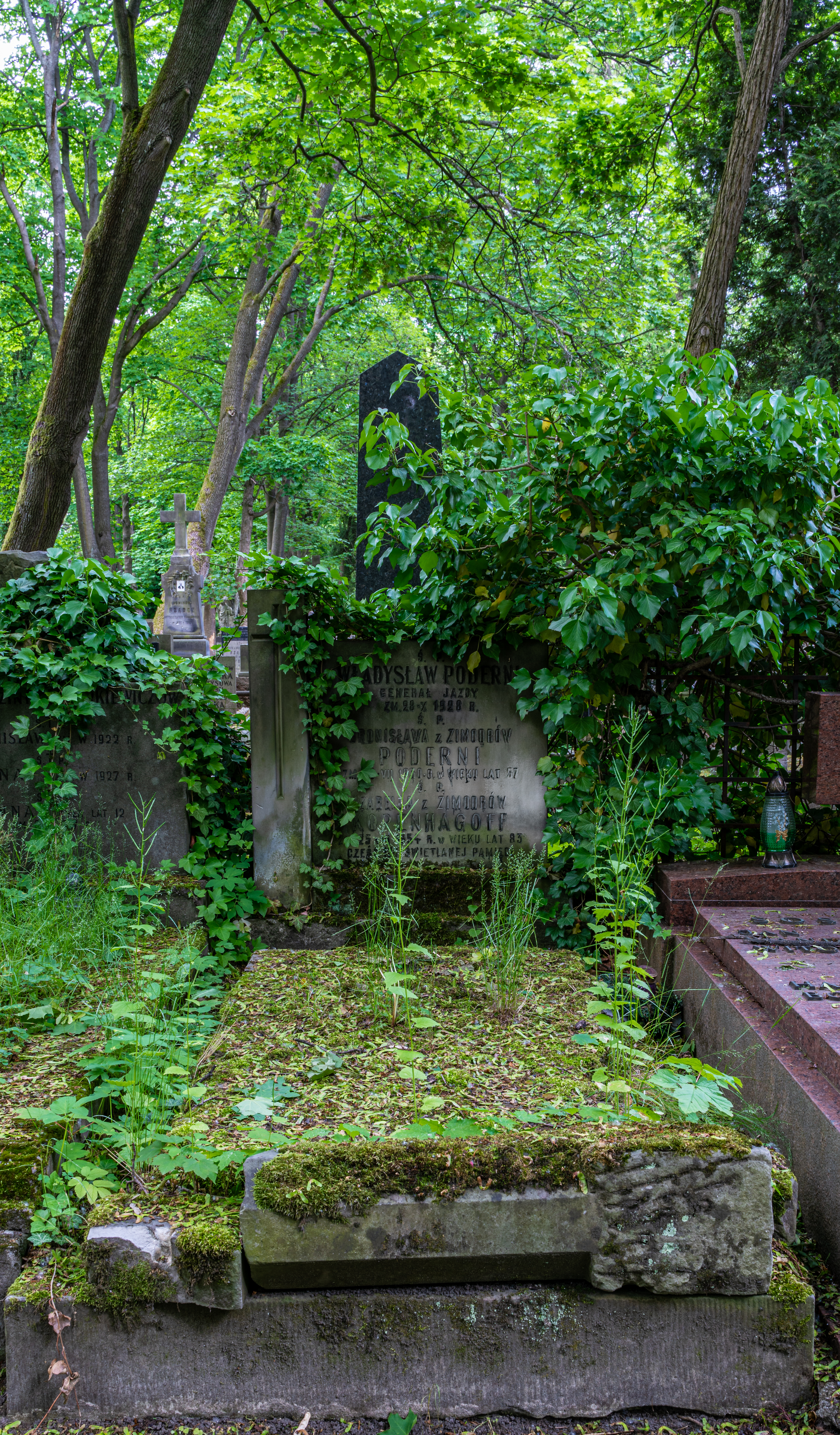
Grób Władysława Poderniego na cmentarzu Powązkowskim

Władysław Poderni vel Pedeni (ur. 30 grudnia 1860?/11 stycznia 1861 w Lublinie, zm. 29 października 1928 w Polesiu Rowskim) – generał brygady Wojska Polskiego.

## Życiorys
Urodził się 11 stycznia 1861 w Lublinie, w rodzinie „szlachty dziedzicznej guberni wileńskiej” jako syn Mieczysława. Był katolikiem. Miał starszego brata Aleksandra (ur. 1859), pułkownika armii rosyjskiej, który w czasie I wojny światowej dowodził 7 syberyjskim batalionem saperów. Władysław ukończył sześć klas szkoły realnej w Wilnie.
25 czerwca?/7 lipca 1878 rozpoczął służbę w armii rosyjskiej. 22 września?/4 października 1882, po ukończeniu Jelizawetgradzkiej Szkoły Kadetów Kawalerii w Jelizawetgradzie, został mianowany kornetem i wcielony do 12 mariupolskiego pułku huzarów w Białymstoku, który w 1907 został przemianowany na 4 mariupolskiego pułku huzarów. Awansował na kolejne stopnie: porucznika (26 lutego 1887 ze starszeństwem z 19 sierpnia 1886), sztabsrotmistrza (2 lutego 1891), rotmistrza (15 marca 1898) i podpułkownika (30 czerwca 1910 ze starszeństwem z 26 lutego 1910). Równocześnie z awansem na podpułkownika został wyznaczony na stanowisko młodszego oficera sztabowego pułku. W jego szeregach macierzystego pułku walczył na I wojnie światowej. 1 września 1915 został kontuzjowany i skierowany na leczenie w Mikołajewskim Szpitalu w Petersburgu. Od 30 marca 1916 do 21 września 1917 był odkomenderowany z pułku do 26 batalionu taborów (ros. 26-й обозный батальон) celem czasowego pełnienia obowiązków dowódcy batalionu. 22 września 1917 został przydzielony do sztabu Armii Specjalnej. W 1917 został awansowany na pułkownika. 24 grudnia tego roku wstąpił do I Korpusu Polskiego w Rosji. W marcu 1918 został dowodcą szwadronu legii oficerów jazdy.
1 marca 1919 został przyjęty do Wojska Polskiego z byłych Korpusów wschodnich i byłej armii rosyjskiej, z zatwierdzeniem posiadanego stopnia pułkownika i przydzielony z dniem 31 stycznia 1919 do Wojskowej Straży Granicznej. Od 1919 dowodził 2 pułkiem Wojskowej Straży Granicznej. 29 maja 1920 został zatwierdzony z dniem 1 kwietnia 1920 w stopniu pułkownika, w kawalerii, w grupie oficerów byłych Korpusów wschodnich i byłej armii rosyjskiej. Był wówczas dowódcą 2 pułku Strzelców Granicznych. Z dniem 1 maja 1921 roku został przeniesiony w stan spoczynku z prawem noszenia munduru, w stopniu pułkownika jazdy.
26 października 1923 Prezydent RP Stanisław Wojciechowski zatwierdził go w stopniu generała brygady. W 1923 jako emerytowany generał brygady zamieszkiwał w Wilnie. Był członkiem Związku Artystów Malarzy. Zmarł 29 października 1928 w Polesiu Rowskim. 3 listopada 1928 został pochowany w grobowcu rodzinnym na cmentarzu Powązkowskim w Warszawie (kwatera 83, rząd 6, miejsce 4).
Był żonaty z Bronisławą z Zimodrów (zm. 1930), miał córkę Alinę (ur. ok. 1891), od 1923 zamężną z Aleksandrem Wacławem Szenwaldem, dyrektorem Banku Budowlanego w Warszawie. Siostrzeńcem generała był Mieczysław Rycharski, kawaler Orderu Virtuti Militari.

## Ordery i odznaczenia
- Order Świętej Anny 2 stopnia[10]
- Order Świętego Stanisława 2 stopnia z mieczami i kokardą – 21 lipca 1915[10][9]
- Order Świętej Anny 3 stopnia – 1906[10]
- Order Świętego Stanisława 3 stopnia[10]